# Robin Hanson
Robin Dale Hanson (né le 28 août 1959) est un professeur associé de sciences économiques à l'université George Mason et un chercheur du Future of Humanity Institute de l'université d'Oxford. Il est un expert du marché de prédiction et a participé à la création de la Foresight Exchange et du projet FutureMAP. Il a inventé l'indicateur Logarithmic Market Scoring Rule (LMSR),. Hanson poursuit des recherches sur le signal.

## Biographie
Robin Dale Hanson naît le 28 août 1959. Il est le fils d'un preacher baptiste du sud.
Il obtient un B.S. en physique de l'université de Californie à Irvine en 1981 et un M.S. en physique et un M.A. en fondations conceptuelles des sciences (Conceptual Foundations of Science) de l'université de Chicago en 1984.
Il fait de la recherche dans les domaines de l'intelligence artificielle, de la statistique bayésienne et de l'hypertexte. En 1990, il fonde le premier projet interne de marché de prédiction du projet Xanadu.
En 1997, il obtient un PhD en sciences humaines et sociales du California Institute of Technology. Sa thèse est intitulée Four puzzles in information and politics: Product bans, informed voters, social insurance, and persistent disagreement.
Il est marié à Peggy Jackson, une travailleuse sociale, et a deux enfants.
Proche du mouvement transhumaniste, il croît que « le transhumanisme est l'idée que les nouvelles techniques vont probablement tellement modifier le monde d'ici un siècle ou deux que nos descendants ne seront plus “humains” sous de nombreux aspects »[réf. nécessaire].

## Travaux
« Robin a des idées étranges...
Mon autre ami et collègue Bryan Caplan l'a bien formulé : "Quand un économiste typique me parle de ses dernières recherches, ma réaction usuelle est « Ok, peut-être », puis je l'oublie. Quand Robin Hanson me parle de ses dernières recherches, ma réaction usuelle est « C'est impossible ! », puis j'y pense pendant des années »

— Tyler Cowen, Discover Your Inner Economist
Hanson est un pionnier du marché d'analyse politique (PAM).
Chercheur polyvalent, il est l'initiateur de l'idée du grand filtre, une hypothèse pouvant expliquer le paradoxe de Fermi.
Il soutient la futarchie (en), un mode de gouvernement où les politiques sont déterminées par le marché de prédiction.
Jusqu'à la mi-2009, il co-édite le blog Overcoming Bias avec Eliezer Yudkowsky. Par la suite, la publication devient son blog personnel jusqu'en 2012. À ce moment, il annonce que deux autres contributeurs, Katja Grace et Robert Wiblin (en), se joignent à la partie.